# Bryn Vaile
Bryn Vaile est un skipper britannique né le 16 août 1956 à Londres.

## Carrière
Bryn Vaile obtient une médaille d'or olympique de voile en classe Star aux Jeux olympiques d'été de 1988 à Séoul.